# Margarida de França i de Provença
Margarida de França (1254- 12 de juliol de 1271) va ser una princesa francesa del segle XIII. Era filla del rei Lluís IX de França i de la seva esposa, Margarita de Provença. Era membre de la Casa dels Capets i va ser duquessa de Brabant pel seu matrimoni amb el duc Joan I de Brabant.

## Germans
Margarida va ser la novena d'onze fills. El seu germà gran era el rei Felip III de França i el seu germà menor era el comte Robert de Clermont. Margarida també tenia altres germans, però van morir durant la infància o de molt joves.
La Margarida tenia tres germanes que van sobreviure a la infantesa. La seva germana gran era Isabel de França, reina de Navarra, que estava casada amb el rei Teobald II de Navarra. Les altres dues germanes van ser Blanca de França, casada amb Ferran de la Cerda, i Agnès de França, duquessa de Borgonya, que es va casar amb el duc Robert II de Borgonya i va ser mare de Joana la Coixa.

## Biografia

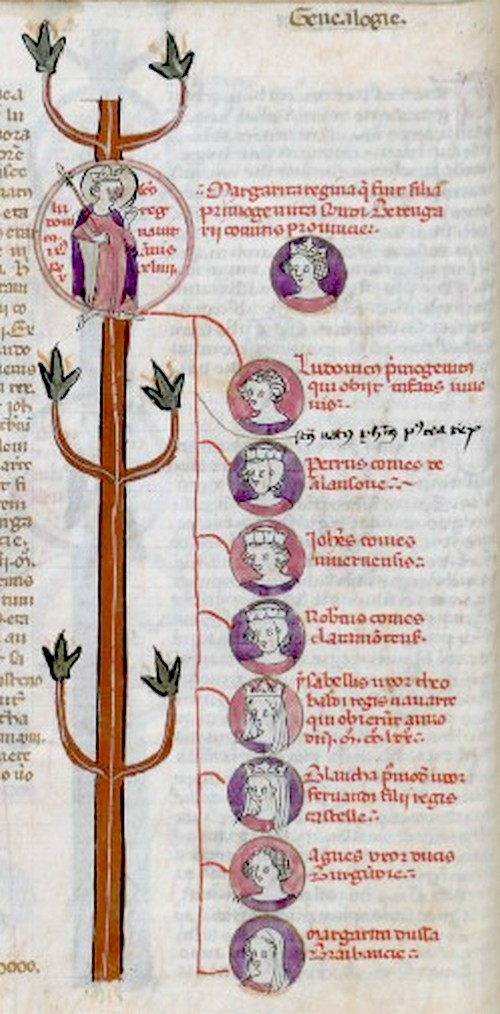
Descendents de Lluís IX.

Margarida va estar inicialment compromesa, el 1257, amb el duc Enric IV de Brabant, fill d'Enric III de Brabant i d'Adelaida de Borgonya. Aquest compromís es va donar per acabat a causa de les limitacions intel·lectuals d'Enric.
Enric IV va ser deposat el 1267 i el seu germà, Joan I de Brabant, es va acabar casant amb Margarita el 5 de setembre de 1270. Es va realitzar un gran torneig a Cambrai el 27 de maig de 1269, en ocasió del seu matrimoni. Es diu que Joan era el model perfecte d'un príncep feudal a l'època de la cavalleria: valent, aventurer, sobresortint en totes les formes d'exercici actiu, aficionat a l'ostentació, de temperament generós. Tot plegat el va fer molt popular a l'Edat Mitjana, a la poesia i la literatura. També va ser conegut pels seus molts fills il·legítims.
Margarida va quedar aviat embarassada i va donar a llum un fill el 1271. La mare i el nadó no van sobreviure i van morir poc després del naixement. Va ser enterrada a la basílica de Saint-Denis.